# Gudolf Blakstad

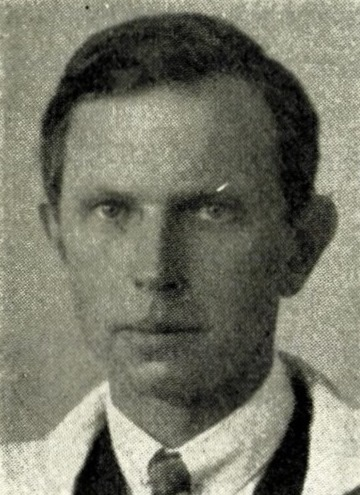
Gudolf Blakstad

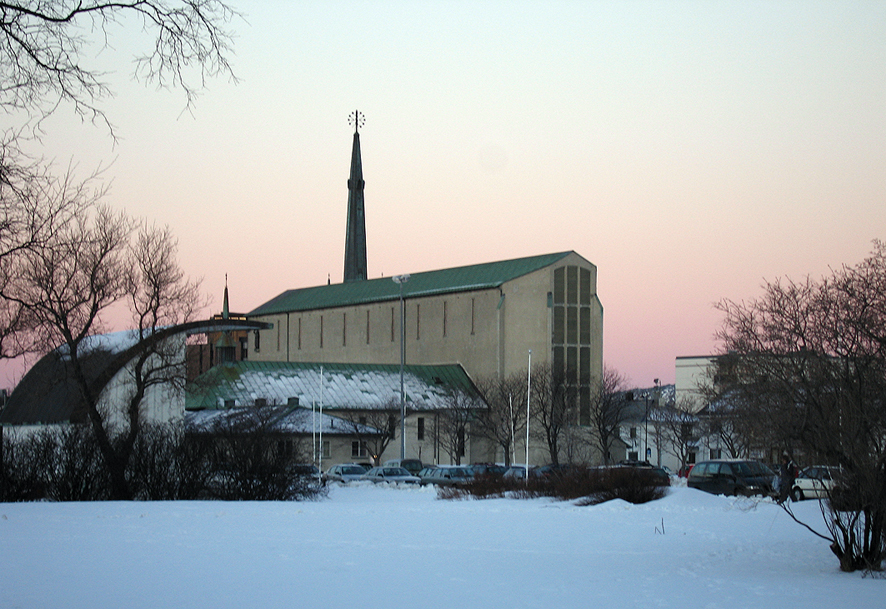
Bodø domkyrka

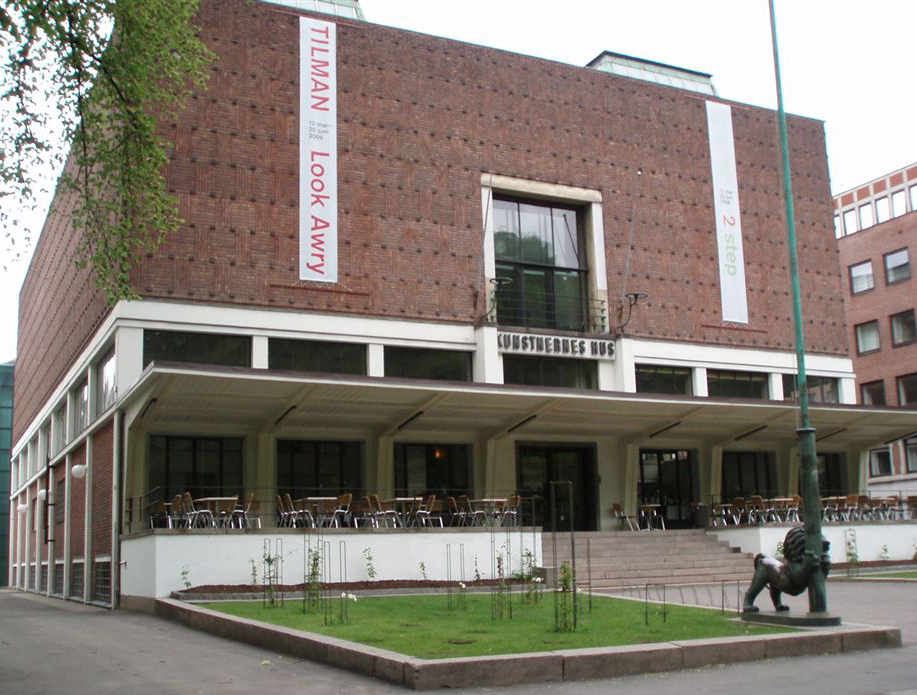
Kunstnerernes Hus i Oslo

Gudolf Blakstad, född 19 maj 1893 i Gjerpen, död 22 november 1985 i Oslo, var en norsk arkitekt. Han var brorson till Ragnvald Blakstad.
Gudolf Blakstad har bland annat i nationalistisk anda uppfört Det nye teater i Oslo 1929 tillsammans med Jens Gram Dunker och Kunstnerernes Hus där 1930 tillsammans med Herman Munthe-Kaas.